# Wisztuć
Wisztuć, Wistuć – jezioro w Polsce, na Pojezierzu Wschodniosuwalskim (Pojezierze Litewskie), w województwie podlaskim, w powiecie suwalskim, w gminie Wiżajny.

## Położenie
Jezioro znajduje się w północnej części Pojezierza Wschodniosuwalskiego, na południe od wsi Wiżajny i jeziora Wiżajny, przy osadzie Wistuć, na wysokości 241,2 m n.p.m. (jedno z najwyżej położonych jezior na Suwalszczyźnie). Kształtem przypomina nieforemny trójkąt.

## Hydronimia
Jezioro w źródłach jest nazywane der Dwissit (XIV wiek), Dwisticz (XV wiek), Wistuć, Wisztuć, Wystudz (XIX wiek). Państwowy rejestr nazw geograficznych jako obowiązującą podaje nazwę Wisztuć.

## Informacje hydrologiczne
Powierzchnia zwierciadła wody wynosi około 18,30 ha (według innych źródeł 26,05 ha lub 26,09 ha). Średnia głębokość jeziora wynosi 1,3 m, natomiast głębokość maksymalna to 2,4 m. Długość maksymalna to 600 m, a szerokość maksymalna – 450 m, średnia szerokość wynosi 250 m. W literaturze określane jako jezioro bezodpływowe, jednak według innych źródeł z jeziora wypływa rzeka Wizga, która na Litwie wpada do Pisy Wisztynieckiej.

## Zagospodarowanie
W XVI wieku jezioro nazywane Wistutis należało do Stanisława Dowojny. W XVIII wieku akwen należał do parafii w Wiżajnach. Jezioro obecnie należy do skarbu państwa. Od 1995 do 2013 roku akwen dzierżawił Tadeusz Łanczkowski z Wiżajn i zgodnie z wymaganiami zarybiał go. Po nim wyłoniono nowego dzierżawcę. Jezioro jest wykorzystywane przez wędkarzy.